# George Silk
George Silk (17. listopadu 1916 Levin Nový Zéland – 23. října 2004, Norwalk, Connecticut, USA) byl americký válečný a sportovní fotograf novozélandského původu, který jako fotograf samouk, otevřel nové technické a estetické možnosti. Pro časopis Life pracoval třicet let.

## Životopis
Silkova kariéra válečného fotografa začala v roce 1939, kdy byl válečným kameramanem pro australskou vládu, působící na Středním východě, v severní Africe a v Řecku. V pasti u známých Desert Rats v Tobruku v Libyi ho zajaly síly německého polního maršála Erwina Rommela, ale o 10 dní později unikl.
V časopisu Life začal pracovat v roce 1943.
Silk fotografoval mnoho důležitých událostí během druhé světové války. Dokumentoval válku na italské frontě, spojenecké invaze do Francie a Pacifiku. V Nové Guineji prošel Silk 300 kilometrů se spojeneckými silami, což bylo později popsáno v knize Válka v Nové Guineji. V roce 1944 byl s americkými silami v bitvě u Bulge a byl zraněn granátem během přechodu řeky v Německu. Jeho spolupracovník Will Lang junior informoval o bitvě o výběžek a o přechod řeky. Silk pořídil první fotografie Nagasaki v Japonsku poté, co tam 9. srpna 1945 došlo k pádu atomové bomby, a také snímky japonských válečných zločinců čekajících na soud v poválečném Tokiu. V roce 1947 se stal americkým občanem.
Edward Steichen zahrnul jeho fotografie pořízené na Jamajce v roce 1955 do výstavy Lidská rodina v Muzeu moderního umění, která putovala po celém světě a vidělo ji 9 milionů návštěvníků.
Byl čtyřikrát jmenován fotografem roku časopisem National Press Photographers Association.
Silk zemřel ve městě Norwalk v Connecticutu na městnavé srdeční selhání.

## Galerie

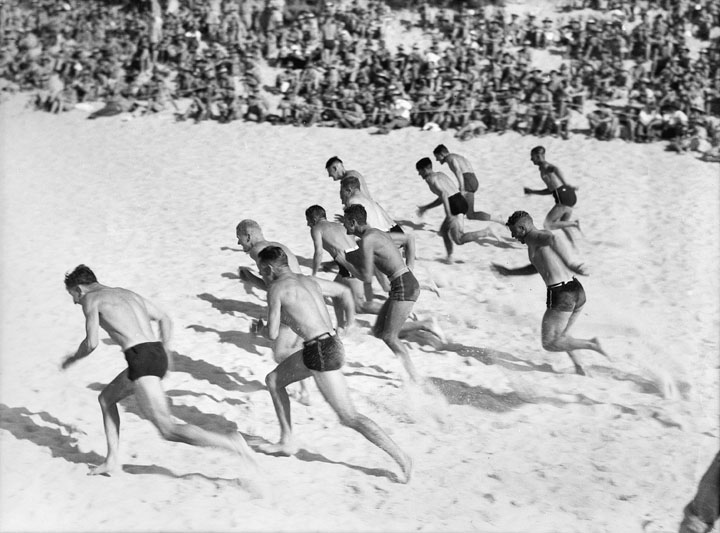
Plážové sporty pod letní oblohou, Gaza Beach, září 1941
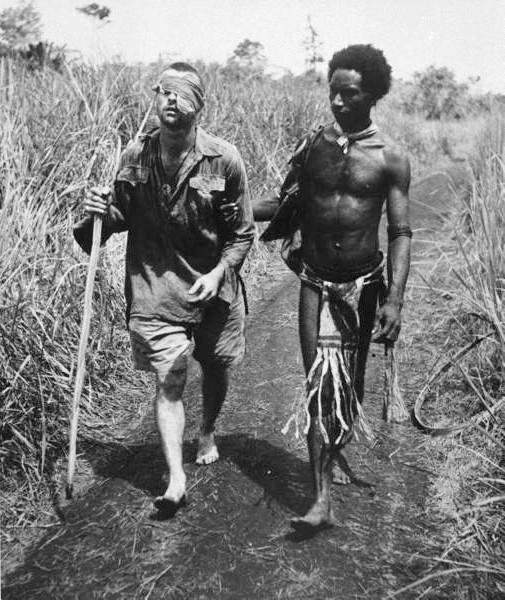
Australský voják George „Dick“ Whittington, je podpírán Papuáncem Raphaelem Oimbarim, poblíž Buny dne 25. prosince 1942. Whittington zemřel v únoru 1943 na následky tyfu.
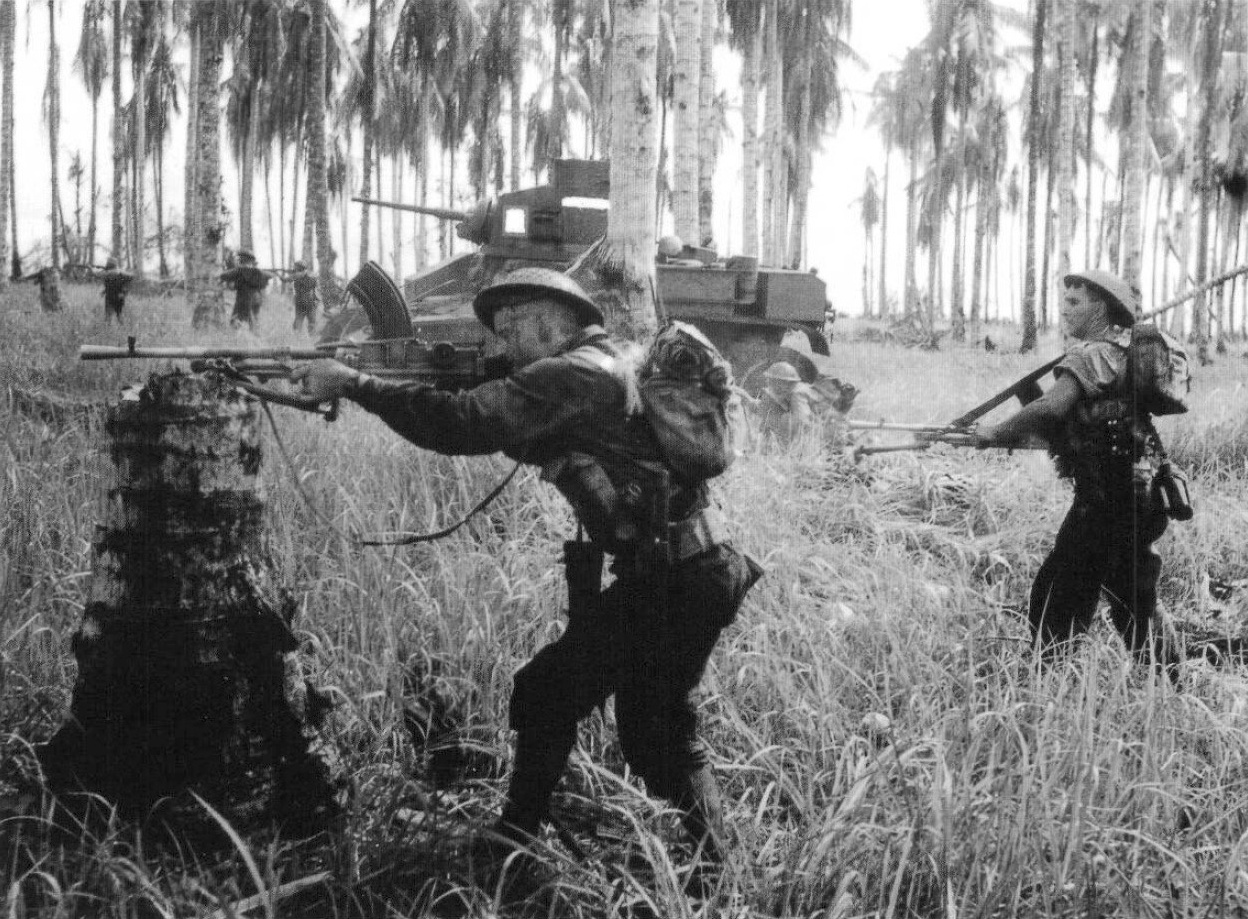
Australský útok, leden 1943, Papua, Giropa Point
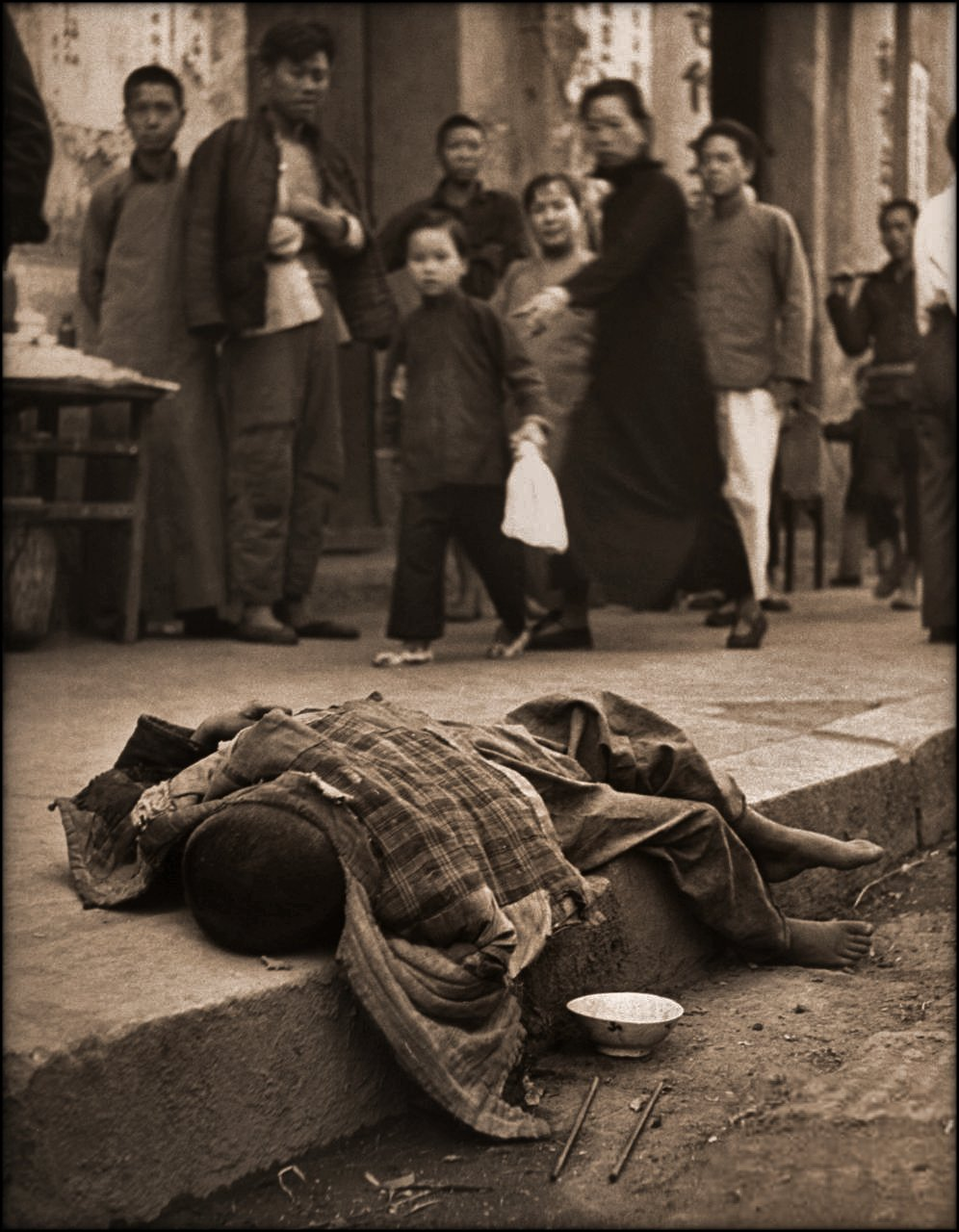
Malé dítě umírající během hladomoru, Čína, 1946